# Gyömöre
Gyömöre is een plaats (község) en gemeente in het Hongaarse comitaat Győr-Moson-Sopron. Gyömöre telt 1393 inwoners (2001).